# Вижайны (гмина)
Вижайны (пол. Wiżajny) — сельская гмина (волость) в Польше, входит как административная единица в Сувалкский повет, Подляское воеводство. Административный центр гмины — деревня Вижайны. Население — 2724 человека (на 2004 год).

## Демография
| Перепись                       | Всего   | Всего | Женщины | Женщины | Мужчины | Мужчины |
| ------------------------------ | ------- | ----- | ------- | ------- | ------- | ------- |
| Единицы                        | человек | %     | человек | %       | человек | %       |
| Население                      | 2724    | 100   | 1318    | 48,4    | 1406    | 51,6    |
| Плотность населения (чел./км²) | 22,2    | 22,2  | 10,8    | 10,8    | 11,5    | 11,5    |

## Поселения
1. Антосин
2. Больце
3. Бурнишки
4. Цисувек
5. Дзядувек
6. Дзерваны
7. Гжибина
8. Ячне
9. Еглинишки
10. Йодозоры
11. Камёнка
12. Клещувек
13. Клайпеда
14. Клайпедка
15. Лясковске
16. Лешкеме
17. Лугеле
18. Маковщызна
19. Марянка
20. Машуткине
21. Мауда
22. Меркине
23. Оклины
24. Полимоне
25. Поплин
26. Рогожайны-Мале
27. Рогожайны-Вельке
28. Смольники
29. Солины
30. Станкуны
31. Стара-Ханьча
32. Столупянка
33. Судавске
34. Шесцивлуки
35. Ужмауда
36. Вилкупе
37. Вижайны
38. Вижгуры
39. Высоке
40. Желязковизна

## Соседние гмины
1. Гмина Дубенинки
2. Гмина Еленево
3. Гмина Пшеросль
4. Гмина Рутка-Тартак